# Myrmarachne guaranitica
Myrmarachne guaranitica este o specie de păianjeni din genul Myrmarachne, familia Salticidae, descrisă de Galiano, 1969. Conform Catalogue of Life specia Myrmarachne guaranitica nu are subspecii cunoscute.